# Château de Mauléon
Ne doit pas être confondu avec Château de Mauléon (Deux-Sèvres).
Le château de Mauléon, dit le « vieux château », se situe sur la commune française de Mauléon-Licharre, dans le département des Pyrénées-Atlantiques. Il est inscrit monument historique le 4 mai 1925.

## Historique
Le vieux château de Mauléon a d'abord été au XIe siècle, alors qu'est formée la vicomté de Soule, une motte castrale[réf. nécessaire] érigée sur une butte, simplement composée d'une tour de bois, flanquée d'une basse-cour, le tout protégé par une palissade ceinturée d'un fossé. En 1261, le roi d'Angleterre Henri III, qui porte le titre de vicomte de Soule, décide de faire représenter son autorité, notamment militaire, au moyen d'un capitaine-châtelain, rémunéré par ses soins. Entre 1272 et 1287, Édouard Ier, soucieux de la qualité de ses places fortes, impose des réparations et un renforcement des fortifications du château, travaux poursuivis en 1319 et 1374 sur décision des capitaines-châtelains.
Après de vaines tentatives de reconquête sur l'Angleterre, tentatives parfois momentanément couronnées de succès (comme entre 1295 et 1307), le comte Gaston IV de Foix-Béarn, favorable au roi de France, initie, en 1449, la reconquête de la Guyenne par la prise de Mauléon. À sa mort sur le champ de bataille, en 1472, le château, de même que l'ensemble de la Soule, est définitivement rattaché à la France. Il subit de nouveaux assauts en 1523— mais de courte durée —, ceux du prince d'Orange et du seigneur de Luxe. Dans la seconde moitié du XVIe siècle, le château souffre des guerres de Religion et il est d'ailleurs incendié à cette occasion.
En 1642, sur ordre de Louis XIII, le château fort est démoli. En 1648 une reconstruction partielle est organisée mais le château est finalement abandonné. Sous la Révolution française, il est employé comme prison, une fonction qu'il garde pendant des années. En 1831, le ministre de la guerre refuse sa restauration bien qu'il abrite une garnison et ce, jusqu'en 1870, date à laquelle la ville en devient propriétaire.
Le vieux château de Mauléon est un château fort inscrit monument historique par arrêté du 4 mai 1925 et l'ensemble du site est site archéologique.

## Description
Le château qui offre un bel exemple de château médiéval (remontant au XIIe siècle), entièrement remanié pour l'usage de pièces d'artillerie, est bâti au sommet d'une colline dominant la ville devant la colline du Matalon (439 m). Il a la forme d'un pentagone orienté nord-est sud-ouest. Devant le château, deux espaces plats sont situés à chaque extrémité et hébergeaient probablement des habitations au Moyen Âge. Celui au sud-ouest est aujourd'hui envahi par la végétation. On accède au château sur le côté nord-est par une excroissance, un pont en pierre à trois arches et autrefois un petit pont-levis. L'essentiel des bâtiments se trouve sur ce côté nord-est. Ils se composent de pièces de petite taille qui accueillaient une petite garnison. Au XVe siècle, on le décrivait comme « le plus fort castel de Guyenne ».
Les murs sont rehaussés du fait de la construction du château sur une butte. Ils ne sont pas crénelés. Ils sont renforcés par trois tours d'angle. Ils sont percés de meurtrières pour l'artillerie, surtout du côté de la ville.
Dans la cour du château, on trouve :
- l'entrée très étroite des oubliettes au pied des bâtiments ;
- un puits profond de 29 m pour atteindre la nappe phréatique ;
- au sud-ouest, les ruines quasi-arasées du donjon médiéval abattu au XVIIIe siècle.

Le pont-levis a été démonté (notamment les chaînes de relevage) et remplacé par des planches.

## Le château au cinéma
Le Monde vivant d'Eugène Green a été tourné au château de Mauléon.